# 川村正輝
川村 正輝（かわむら まさき、1975年1月3日 - ）は福井県出身の競艇選手。登録番号3921。身長160cm。血液型A型。81期。弟にピアニストの川村文雄。同期に飯山泰、寺田祥、池田浩美らがいる。通算優勝回数8回（2012年5月12日現在）